# ラウル・ボット

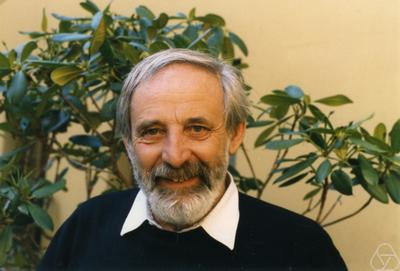
ラウル・ボット

ラエル・ボット（Raoul Bott, 1923年9月24日 - 2005年12月20日）はハンガリーの数学者。ブダペスト生まれ。

## 人物
微分幾何学、トポロジー、リー群論で活躍した20世紀を代表する幾何学者。
カーネギー・メロン大学時代は電気回路理論を学んでいたという異色の経歴を持つ。
初期の重要な業績はモース理論のリー群のトポロジーへの応用と等質空間への応用であり、古典群の安定ホモトピー理論に関するボットの周期性定理を導いた。
これらの結果はアティヤとの共同研究における微分作用素の指数定理の同変トポロジーへの応用によってK理論に大きく貢献した。
他にもリー群の表現論におけるボレル=ボット=ヴェイユの定理、葉層構造におけるポントリャーギン類の消滅定理（ボットの消滅定理）の証明。
その後ヤン=ミルズ理論、ベクトル束のモジュライ空間、楕円種数などを研究し、数理物理学における新しい見地に到達した。

## 略歴
- 1949年 - カーネギー・メロン大学で博士号を取得。のちにミシガン大学の教職に就く。
- 1956年 - ボットの周期性定理の証明。
- 1959年 - ハーバード大学教授に就任。
- 1964年 - ヴェブレン賞を受賞。
- 1967年 - アティヤ=ボットのレフシェッツ不動点定理の証明。
- 1983年 - アティヤ=ボットのリーマン面上のヤン=ミルズ理論。
- 1990年 - スティール賞を受賞。
- 1999年 - ハーバード大学を退職。
- 2000年 - ウルフ財団よりウルフ賞数学部門を受賞。
- 2005年 - ロンドン王立協会外国人会員[1]。